# Robert von Srbik
Robert von Srbik (* 10. November 1878 in Wien; † 26. Oktober 1948 in Innsbruck) war ein österreichischer Offizier und Glaziologe.
Robert von Srbik, Zwillingsbruder des Historikers Heinrich von Srbik, besuchte das Theresianum in Wien und ab 1900 die Theresianische Militärakademie in Wiener Neustadt. Als Leutnant der Landwehr diente er bis 1903 beim Feldjägerbataillon 21 in Tulln. Von 1903 bis 1905 besuchte er den Generalstabskurs, anschließend war er Generalstabsoffizier der 6. Gebirgsbrigade. Von 1910 bis 1912 war er Lehrer an der Infanterie-Kadettenschule in Innsbruck, ab 1910 studierte er an der Universität Innsbruck Geschichte und Deutsche Philologie und promovierte 1914. Während des Ersten Weltkrieges diente er 1914/15 in der Generalstabsabteilung des 14. Korps in Galizien und Russland, nach Verwundung war er 1915/16 in der Generalstabsabteilung in Tirol in Verwendung. 1916/17 war er Divisionsgeneralstabschef der Gruppe Etschtal.
Nach Kriegsende trat er als Oberst des Generalstabes in den Ruhestand und nahm ein Studium der Geologie auf. Er befasste sich hauptsächlich mit der Erforschung von Höhlen, der Bergbaugeschichte und der Glaziologie. Im Jahr 1929 veröffentlichte er in Wien seine Darstellung Überblick des Bergbaus von Tirol und Vorarlberg erschienen als Band 21 der Berichte des medizinisch-naturwissenschaftlichen Vereins. Es folgten Werke aus dem Jahr 1930 über die Lienzer Dolomiten, aus dem Jahr 1936 über den Karnischen Kamm sowie aus dem Jahr 1941 über die Kärntner Karawanken und Die Margarita philosophica von Gregor Reisch († 1525).